# Lobopterella dimidiatipes
Lobopterella dimidiatipes es una especie de cucaracha del género Lobopterella, familia Ectobiidae, orden Blattodea.

## Distribución
Se distribuye por Estados Unidos (Hawái), islas Marquesas, Maldivas, Tahití, Samoa, Fiyi, Nueva Caledonia, Filipinas, Indonesia (Sumatra), Madagascar; Seychelles, Tanzania (isla Zanzíbar), India, Islas Salomón y Japón (islas Ryūkyū).

## Taxonomía
Fue descrita por Bolívar en 1890 y publicada en Bolívar. 1890. Diagnosis de Ortópteros nuevos. Anales de la Sociedad Española de Historia Natural (Anal. Soc. esp. Hist. nat.) 19:299-334.